# Amir Abbas Howejda
Amir Abbas Howejda (pers. ‏امیرعباس هویدا‎; ur. 18 lutego 1919 w Teheranie, zm. 7 kwietnia 1979 tamże) – polityk irański, działacz partii Nowy Iran i Odrodzenie. W okresie od 27 stycznia 1965 do 7 sierpnia 1977 pełnił funkcję premiera Iranu.

## Życiorys
Pochodził z arystokratycznej rodziny, wśród przodków jego matki była siostra szacha Naser ad-Dina. Jego ojciec był bahaitą, który porzucił tę religię; Howejda również nie był w dorosłym życiu religijnym człowiekiem. Ojciec przyszłego premiera był dyplomatą, toteż rodzina wielokrotnie zmieniała miejsce zamieszkania, udając się za nim na kolejne placówki. Amir Abbas Howejda odebrał prywatne wykształcenie, głównie w języku francuskim. Przez pewien czas studiował w Anglii i w Bejrucie. Był miłośnikiem francuskiej kultury i literatury, otaczał się pisarzami i myślicielami. Przyjaźnił się m.in. z Sadeghiem Hedajatem.
W 1942, po odbyciu służby wojskowej, wstąpił do służby dyplomatycznej.
Premierem Iranu został w 1965, po tym, gdy szef rządu Hasan Ali Mansur został śmiertelnie ranny w zamachu zorganizowanym przez Fedainów Islamu. Po Mansurze, którego był protegowanym i szwagrem, został również przewodniczącym partii Nowy Iran. Rywalizował o wpływy na dworze szacha Mohammada Rezy Pahlawiego z frakcją, której przewodził Asadollah Alam. W 1975 na rozkaz szacha stanął na czele jedynej legalnej odtąd w kraju partii Odrodzenie, zaś partia Nowy Iran została rozwiązana.
W 1977 szach pozbawił go stanowiska premiera w związku z problemami gospodarczymi kraju. Nowym premierem został Dżamszid Amuzegar, zaś Howejdzie powierzono urząd ministra dworu. Zmianę tę interpretowano jako sygnał liberalizacji rządów. Według innej interpretacji odejście Howejdy ze stanowiska szefa rządu było gestem w stronę religijnej (szyickiej) opozycji, która oskarżyła go niesłusznie o tajne praktykowanie bahaizmu. W listopadzie 1978 Howejda został aresztowany na rozkaz szacha, który zamierzał w ten sposób odciąć się od swojej dawnej polityki, by ratować swoją władzę w obliczu masowych protestów. W momencie zwycięstwa rewolucji islamskiej były premier znajdował się w więzieniu SAWAK-u. Gdy jego strażnicy zbiegli, nie zdecydował się na ucieczkę i pozwolił ponownie aresztować się przez rewolucjonistów. Został skazany na śmierć przez trybunał rewolucyjny i 7 kwietnia 1979 stracony w więzieniu Kasr w Teheranie na osobiste polecenie przewodniczącego sądu, Sadegha Chalchalego. Okrzyknięto go kontrrewolucjonistą i „siewcą zepsucia na ziemi”.